# Boechera quebecensis
Espèce
Classification phylogénétique
Synonymes
- Arabis divaricarpa var. de-champlainii B.Boivin[1]
- Arabis divaricarpa var. dechamplainii B. Boivin[2]

Boechera quebecensis, communément appelé Arabette du Québec, est une espèce de plantes à fleurs de la famille des Brassicaceae. C'est une plante herbacée vivace.

## Étymologie
Son épithète spécifique, composée de quebec et du suffixe latin -ensis, « qui vit dans, qui habite », lui a été donnée en référence au lieu de sa découverte.

## Publication originale
- (en) Michael D. Windham et Ihsan A. Al-Shehbaz, « New and noteworthy species of Boechera (Brassicaceae) III: Additional sexual diploids and apomictic hybrids », Harvard Papers in Botany, Harvard University Press, vol. 12, no 1,‎ juin 2007, p. 235–257 (ISSN 1043-4534 et 1938-2944, OCLC 19475908, DOI 10.3100/1043-4534(2007)12[235:NANSOB]2.0.CO;2).